# Тенан
Тенан (天安) је јапанска ера (ненко) која је наступила после Саико и пре Џоган ере. Временски је трајала од фебруара 857. до априла 859. године и припадала је Хејан периоду. Владајући цареви били су Монтоку и Сеива.

## Важнији догађаји Тенан ере
- 27. септембар 858. (Тенан 2, двадесетседми дан осмог месеца): Цар Монтоку умире.[3] Корехито, касније познат као цар Сеива, именован је за наследника.[3][4]
- 15. децембар 858. (Тенан 2, седми дан једанаестог месеца): У великој церемонији која се одржала у храму Иса, Сеива је званично именован царом државе. Будући да је у то време имао само девет година његов деда Јошифуса именован је за регента који се у име цара старао о државним питањима. Ово је први пут у историји да је та част додељена члану породице Фуџивара као и први пут да је направљен изузетак да је на место цара постављена особа која је била премлада да влада.[5][6]